# 2023. szeptember 30-i konzisztórium
A 2023. szeptember 30-i konzisztóriumot Ferenc pápa hívta össze július 9-én. Összesen 21 új bíborost kreált, közülük 19 pápaválasztó (80 év alatti).
| Nº                         | Ország                    | Név                                           | Életkor                | Hivatal                                                                   |
| Pápaválasztó bíborosok     | Pápaválasztó bíborosok    | Pápaválasztó bíborosok                        | Pápaválasztó bíborosok | Pápaválasztó bíborosok                                                    |
| -------------------------- | ------------------------- | --------------------------------------------- | ---------------------- | ------------------------------------------------------------------------- |
| 1                          | Amerikai Egyesült Államok | Robert Francis Prevost (XIV. Leó pápa) O.S.A. | 68                     | a Püspöki Dikasztérium prefektusa                                         |
| 2                          | Olaszország               | Claudio Gugerotti                             | 67                     | a Keleti Egyházak Dikasztériuma prefektusa                                |
| 3                          | Argentína                 | Victor Manuel Fernández                       | 61                     | a Hittani Dikasztérium prefektusa                                         |
| 4                          | Svájc                     | Emil Paul Tscherrig                           | 76                     | Olaszország apostoli nunciusa                                             |
| 5                          | Franciaország             | Christophe Louis Yves Georges Pierre          | 77                     | az Amerikai Egyesült Államok apostoli nunciusa                            |
| 6                          | Olaszország               | Pierbattista Pizzaballa O.F.M.                | 58                     | jeruzsálemi latin pátriárka                                               |
| 7                          | Dél-afrikai Köztársaság   | Stephen Brislin                               | 67                     | fokvárosi érsek                                                           |
| 8                          | Argentína                 | Ángel Sixto Rossi S.J.                        | 65                     | córdobai érsek                                                            |
| 9                          | Kolumbia                  | Luis José Rueda Aparicio                      | 61                     | bogotái érsek                                                             |
| 10                         | Lengyelország             | Grzegorz Ryś                                  | 59                     | łódźi érsek                                                               |
| 11                         | Dél-Szudán                | Stephen Ameyu Martin Mulla                    | 59                     | jubai érsek                                                               |
| 12                         | Spanyolország             | José Cobo Cano                                | 58                     | madridi érsek                                                             |
| 13                         | Uganda                    | Protase Rugambwa                              | 63                     | taborai koadjutor érsek                                                   |
| 14                         | Malajzia                  | Sebastian Francis                             | 71                     | pinangi püspök                                                            |
| 15                         | Hongkong                  | Stephen Chow Sau-yan S.J.                     | 64                     | hongkongi püspök                                                          |
| 16                         | Spanyolország             | François-Xavier Bustillo O.F.M. Conv.         | 54                     | ajacciói püspök                                                           |
| 17                         | Portugália                | Américo Manuel Alves Aguiar                   | 49                     | lisszaboni segédpüspök                                                    |
| 18                         | Spanyolország             | Ángel Fernández Artime S.D.B.                 | 63                     | a szalézi rend nagyrektora                                                |
| Nem pápaválasztó bíborosok |                           |                                               |                        |                                                                           |
| 19                         | Olaszország               | Agostino Marchetto                            | 83                     | az Átfogó Emberi Fejlődés Szolgálatában Dikasztérium nyugalmazott titkára |
| 20                         | Venezuela                 | Diego Rafael Padrón Sánchez                   | 84                     | cumanái nyugalmazott érsek                                                |
| 21                         | Argentína                 | Luis Pascual Dri O.F.M. Cap.                  | 96                     | a Pompeji Miasszonyunk kegyhely gyóntatója Buenos Airesben                |